# Argeneau
Die Argeneau- und Vampirjägerreihe (englisch Argeneau and Rogue Hunter series) von Lynsay Sands ist eine seit 2004 erscheinende romantische Romanreihe über Unsterbliche bzw. Vampire und wie diese ihre Lebensgefährten finden. Im Fokus der Bücher stehen die Mitglieder der Familie Argeneau und die sogenannten Vampirjäger (englisch Rogue Vampire Hunters).

## Die Handlung
Die Bücher beschreiben die Zusammenkunft von sogenannten Lebensgefährten. Die in den Büchern als Vampire bzw. Unsterbliche bezeichneten Wesen sind keine Untoten, sondern Menschen und stammen ursprünglich aus Atlantis.
Die Bewohner Atlantis lebten vom Rest der Welt abgeschieden und technologisch sehr viel weiter entwickelt. So entwickelten sie Nanos, die sie in den Blutkreislauf von erkrankten Mitmenschen injizierten, und diese sollten den Patienten von allen Krankheiten, wie z. B. Krebs, heilen und sich nach Abschluss der Heilung selbst zerstören. Hierbei bedachten sie jedoch nicht, dass der menschliche Körper ständig „Reparaturen“ benötigt, sei es durch Umwelteinflüsse wie die Sonne oder gar das Absterben von Zellen aufgrund der normalen Alterung. Aus diesem Grund konnte die Heilung nie gänzlich abgeschlossen werden, und die Nanos verblieben im Körper. Die Individuen, die mit diesen Nanos infiziert wurden, erhielten nun ein unbestimmt langes Leben und ewige „Jugend“, da die Alterung dauerhaft verhindert wurde, auch waren sie nun gegen jegliche Krankheiten gefeit und heilten sehr schnell, sie wurden quasi unsterblich. Sterben konnten die Infizierten nun nur noch durch Verbrennen, Abtrennen des Kopfes, längeres Stoppen des Herzens oder durch sehr langen Blutmangel. Die Nanos benötigen zur Heilung und zur eigenen Reproduktion Blut, und zwar mehr Blut, als der Körper selbst produzieren kann. Kommt es zu einem Mangel an Blut im Körper der Betroffenen, dann attackieren die Nanos dessen Organe, um weiteres Blut zu bekommen, was äußerst schmerzhaft ist und ohne Blutaufnahme auf Dauer zum Tod führen kann. In Atlantis stellte dies kein großes Problem dar, da diese Individuen durch Transfusionen versorgt wurden.
Nach dem Fall Atlantis’ jedoch fanden sich die Überlebenden mit dem Problem konfrontiert, dass der Rest der Welt noch nicht so weit entwickelt war wie sie selbst und es keine Blutkonserven gab. Viele starben unter Qualen, einige töteten Sterbliche, bluteten sie aus und tranken aus Behältnissen, um so an Blut zu gelangen. Bald jedoch bemerkten einige, dass sie sich mit Hilfe der Nanos weiterentwickelten. Da sie sich nur nachts heraustrauten, um den schädlichen Strahlen der Sonne zu entgehen und so die nötige Menge der Aufnahme an Blut zu verringern, gaben ihnen die Nanos die Fähigkeit, im Dunkeln besser zu sehen, und um die Blutaufnahme besser zu ermöglichen, entwickelten sich Reißzähne, die die Unsterblichen ausfahren und wieder einziehen können. Auch wurden ihre Reflexe schneller, sie können schneller rennen und sind stärker als die sterblichen Menschen. Zudem entwickelten sie die Fähigkeit, anderer Gedanken zu lesen und diese zu kontrollieren, was ihnen dabei half, ihre Existenz zu verbergen. Durch die Fähigkeit, Gedanken zu lesen, zu kontrollieren, zu verändern und zu löschen und eine andere Person zu kontrollieren, konnten sie einfacher von ihren sterblichen Opfern trinken und mussten diese nicht töten, da sie sich an nichts erinnern würden.
Nun mussten die Unsterblichen aber lernen, ihre Gedanken vor anderen Unsterblichen zu verbergen, so dass diese sie nicht ständig lesen können, und sich damit auch davor zu schützen, kontrolliert zu werden. Bald fanden die Unsterblichen heraus, dass es sehr selten zwei Unsterbliche gab, die einander nicht lesen oder kontrollieren konnten, diese schienen von den Nanos als perfekte Partner erwählt zu sein und wurden als Lebensgefährten bezeichnet. Da sie einander nicht lesen und kontrollieren können, können sie miteinander entspannt leben, ohne ständig ihre Gedanken verbergen und schützen zu müssen. Außerdem verhindert dies, dass der ältere und damit mächtigere Unsterbliche den anderen kontrolliert, und verletzende Gedanken bleiben erspart. Zusätzlich sind Lebensgefährten dazu in der Lage, einander Gedanken zu schicken und Träume miteinander zu teilen. Auch sind sie in der Lage, die Lust und Erregung des anderen zu spüren, wodurch sich diese exponentiell verstärkt, was zu außergewöhnlichen sexuellen Höhepunkten führt, die teils so überwältigend sind, dass die beiden das Bewusstsein verlieren. Lebensgefährten sind für Unsterbliche und Vampire somit etwas ganz Kostbares, außerdem sind sie sehr selten. Meist findet ein Unsterblicher nur einen Lebensgefährten in seinem sehr langen Leben, und nur wenige haben das Glück, einem weiteren Lebensgefährten nach dem Verlust des ersten zu begegnen.
Die Bücher der Reihe verfolgen nun die Zusammenkunft von sogenannten Lebensgefährten und welche Hürden diese überwältigen müssen, um ein gemeinsames Leben führen zu können. Bei den glücklichen Unsterblichen, die einen Lebensgefährten oder eine Lebensgefährtin finden, handelt es sich in den Büchern um Familienmitglieder der Familie Argeneau und die sogenannten Vampirjäger.
Die Familie Argeneau ist eine sehr große Vampirfamilie mit zahlreichen Mitgliedern. Die Vampirjäger arbeiten für den Rat der Unsterblichen. Es gibt einmal den Rat der Unsterblichen für Europa, und es gibt den Rat der Unsterblichen für Kanada und Amerika. Der größte Unterschied zwischen den beiden Räten ist wohl, dass der europäische Rat es den Unsterblichen gestattet, von Sterblichen zu trinken. Die Gesetze des Rates von Kanada und Amerika (wo die meisten Bücher spielen) verbieten, von Sterblichen zu trinken, außer es ist ein Notfall oder der Sterbliche ist ein Lebensgefährte, zudem ist es jedem Unsterblichen gestattet, nur einen Sterblichen in seinem ganzen Leben zu wandeln (gewandelt wird ein Sterblicher, indem man Nanos in seinen Organismus bringt, dies geschieht dadurch, dass der Unsterbliche ihm oder ihr sein Blut zu trinken gibt, hiernach breiten sich die Nanos im Körper aus, vermehren sich und wandeln den Sterblichen in einen Unsterblichen, was jedoch eine längere und schmerzhafte Prozedur ist, während der viel Blut vonnöten ist), auch dürfen Unsterbliche nur ein Kind alle hundert Jahre zeugen, und sie sind verpflichtet, alles dafür zu tun, dass das Geheimnis um ihre Existenz gewahrt bleibt. Die Vampirjäger finden und „verhaften“ bzw., wenn nötig, töten abtrünnige Vampire, die gegen die Gesetze des Rates verstoßen. Verhaftete Vampire werden vom Rat gerichtet und wenn nötig hingerichtet.

## Die Bücher
| Band | deutscher Titel                                                   | Erscheinungsdatum | englischer Originaltitel                                                            | Erscheinungsdatum Originaltitel          |
| ---- | ----------------------------------------------------------------- | ----------------- | ----------------------------------------------------------------------------------- | ---------------------------------------- |
| 01   | Verliebt in einen Vampir                                          | 2008              | Love Bites                                                                          | Januar 2004, Neuauflage März 2009        |
| 02   | Ein Vampir zum Vernaschen                                         | 2008              | Single White Vampire                                                                | September 2003, Neuauflage November 2008 |
| 03   | Eine Vampirin auf Abwegen                                         | 2008              | A Quick Bite                                                                        | November 2005                            |
| 04   | Immer Ärger mit Vampiren                                          | 2009              | Tall, Dark & Hungry                                                                 | Juli 2004                                |
| 05   | Vampire haben’s auch nicht leicht                                 | 2009              | A Bite To Remember                                                                  | Juni 2006                                |
| 06   | Ein Vampir für gewisse Stunden                                    | 2009              | Bite Me If You Can                                                                  | Februar 2007                             |
| 07   | Ein Vampir und Gentleman                                          | 2010              | The Accidental Vampire                                                              | Januar 2008                              |
| 08   | Wer will schon einen Vampir?                                      | 2010              | Vampires Are Forever                                                                | Februar 2008                             |
| 09   | Vampire sind die beste Medizin                                    | 2010              | Vampire, Interrupted                                                                | März 2008                                |
| 10   | Im siebten Himmel mit einem Vampir                                | März 2011         | The Rogue Hunter                                                                    | September 2008                           |
| 11   | Vampire und andere Katastrophen                                   | August 2011       | The Immortal Hunter                                                                 | März 2009                                |
| 12   | Vampire küsst man nicht                                           | Januar 2012       | The Renegade Hunter                                                                 | September 2009                           |
| 13   | Vampir zu verschenken                                             | Juli 2012         | Born To Bite                                                                        | August 2010                              |
| 13.5 | Ein Vampir für jede Jahreszeit – Ein Vampir zum Valentinstag      | April 2013        | „Vampire Valentine“ ‒ Bitten By Cupid (Sammelband mit Pamela Palmer und Jaime Rush) | Januar 2010                              |
| 14   | Vampir à la carte                                                 | November 2012     | Hungry For You                                                                      | November 2010                            |
| 15   | Rendezvous mit einem Vampir                                       | Juli 2013         | The Reluctant Vampire                                                               | Mai 2011                                 |
| 15.5 | Ein Vampir für jede Jahreszeit – Ein Vampir unterm Weihnachtsbaum | April 2013        | „The Gift“ ‒ The Bite Before Christmas (Sammelband mit Jeaniene Frost)              | Oktober 2011                             |
| 16   | Der Vampir in meinem Bett                                         | Oktober 2013      | Under A Vampire Moon                                                                | April 2012                               |
| 17   | Ein Vampir für alle Sinne                                         | Februar 2014      | Lady Is A Vamp                                                                      | Juli 2012                                |
| 18   | Vampir verzweifelt gesucht                                        | August 2014       | Immortal Ever After                                                                 | Februar 2013                             |
| 19   | Ein Vampir für alle Lebenslagen                                   | Januar 2015       | One Lucky Vampire                                                                   | September 2013                           |
| 20   | Ein Vampir zur rechten Zeit                                       | Juni 2015         | Vampire Most Wanted                                                                 | Februar 2014                             |
| 21   | Ohne Vampir nichts los                                            | Dezember 2015     | The Immortal who loved me                                                           | Februar 2015                             |
| 22   | Tatsächlich Vampir                                                | August 2016       | About a Vampire                                                                     | September 2015                           |
| 23   | Ein Vampir im Handgepäck                                          | Februar 2017      | Runway Vampire                                                                      | Februar 2016                             |
| 24   | Frühstück mit Vampir                                              | August 2017       | Immortal Nights                                                                     | September 2016                           |
| 25   | Ran an den Vampir                                                 | Februar 2018      | Immortal Unchained                                                                  | März 2017                                |
| 26   | Vampir für dich                                                   | August 2018       | Immortal Yours                                                                      | September 2017                           |
| 27   | Was der Vampir begehrt                                            | März 2019         | Twice Bitten                                                                        | März 2018                                |
| 28   | Und ewig lockt der Vampir                                         | September 2019    | Vampires Like It Hot                                                                | September 2018                           |
| 29   | Vampir & Vorurteil                                                | März 2020         | The Trouble With Vampires                                                           | April 2019                               |
| 30   | Vampir allein zu Haus                                             | September 2019    | Immortal Born                                                                       | September 2019                           |
| 31   | Vampir on the Rocks                                               | März 2021         | Immortal Angel                                                                      | September 2020                           |
| 32   | Ein zauberhafter Vampir                                           | September 2021    | Meant To Be Immortal                                                                | April 2021                               |
| 33   | Liebe gesucht, Vampir gefunden                                    | März 2022         | Mile High With A Vampire                                                            | September 2021                           |
| 34   | Der Vampir gehört zu mir                                          | September 2022    | Immortal Rising                                                                     | April 2022                               |
| 35   | Unsterblich, ledig, Vampir sucht...                               | Februar 2023      | After The Bite                                                                      | September 2022                           |
| 36   | Vampire küssen besser                                             | Februar 2024      | Bad Luck Vampire                                                                    | 2023                                     |

## Handlung
Band 2: Eine Vampirin auf Abwegen (A Quick Bite)
Lebensgefährten: Lissianna Argeneau & Dr. Gregory Hewitt
Lissianna Argeneau ist eine Vampirin, und sie wird ohnmächtig beim Anblick von Blut. Deshalb schenkt ihre Mutter Marguerite Argeneau ihr zu ihrem Geburtstag einen ans Bett gefesselten Psychiater, der sie von ihrer Blutphobie befreien soll. Bald stellt sich jedoch heraus, dass Lissianna den Psychiater, Dr. Gregory Hewitt, weder lesen noch kontrollieren kann, was bedeutet, dass er ihr Lebensgefährte ist. Die Tatsache, dass er von ihrer Mutter entführt und ans Bett gefesselt wurde, erschwert allerdings ihre Beziehung etwas, und dann werden sie auch noch von einem Priester und dessen Gehilfen entführt, die sie pfählen und köpfen wollen, um sie von ihrem untoten und verfluchten Leben zu erlösen.
Band 1: Verliebt in einen Vampir (Love Bites)
Lebensgefährten: Etienne Argeneau & Rachel Garrett
Etienne Argeneau ist erfolgreicher Programmierer von Computerspielen und arbeitet gerade an dem zweiten Teil seines sehr erfolgreichen Spiels Bloodlust, er ist zudem ein Vampir, und leider kennt sein „größter“ Fan Pudge dieses Geheimnis und macht nun Jagd auf ihn. Etienne landet hierbei zweimal totgeglaubt und tatsächlich dem Tode sehr nahe in der Gerichtsmedizin. Hier arbeitet Rachel Garrett als Pathologin. Bei Etiennes zweitem Besuch in der Pathologie stürmt plötzlich Pudge herein und versucht diesen mit einer Axt zu enthaupten, Rachel versucht dies zu verhindern und wird stattdessen von der Axt getroffen. Um das Leben der Frau zu retten, die gerade ihres für seines geopfert hat, wandelt Etienne Rachel. Sie wacht in seinem Haus auf, wo sie erfährt, dass er ein Vampir ist und sie nun auch (worüber sie nicht sehr glücklich ist) und dass er der Programmierer von Bloodlust, ihrem Lieblingsspiel, ist. Etienne bemerkt bald, dass er sie weder lesen, noch kontrollieren kann und versucht ihr Herz zu gewinnen. Gerade als er sie für sich gewinnen kann, droht Etienne Rachel zu verlieren, als Pudge diese entführt.
Band 3: Ein Vampir zum Vernaschen (Single White Vampire)
Lebensgefährten: Lucern Argeneau & Kate C. Leever
Lucern Argeneau ist ein Vampir und ist unter einem Pseudonym als Autor tätig. Seine neuesten Bücher geben die wahren Liebesgeschichten seiner Mutter Marguerite und seiner Geschwister Lissianna und Etienne wieder und werden vom Verlag als historische fiktive Liebesromane eingestuft. Diese Romane haben ihm eine große Fangemeinde eingebracht, und so beschließt seine Lektorin Kate C. Leever, ihn dazu zu überreden, eine Lesereise mit Autogrammvergabe zu unternehmen. Lucern ist jedoch schüchtern und mag sein zurückgezogenes Leben. Da er auf ihre Briefe nicht wie gewünscht reagiert, setzt sich Kate kurzerhand ins Flugzeug, fliegt zu ihm und quartiert sich in seinem Haus mit ein. Lucern ist erst sehr genervt von ihrem aufdringlichen Verhalten und der Tatsache, dass sie nicht locker lässt, doch dann merkt er, dass er sie weder lesen noch kontrollieren kann. In seinem Versuch, seine Lebensgefährtin für sich zu gewinnen, stimmt er auf Anraten seiner Mutter zu, an etwas teilzunehmen, von dem er denkt, es sei ein Interview per E-Mail, welches sich dann aber als Schriftstellerkonferenz herausstellt. Da er aber sein Wort gegeben hat, nimmt er auch teil, und die beiden kommen sich näher. Hierbei müssen sie einige teils peinliche Hürden überwinden, und dann wird Lucern auch noch angegriffen und endet mit einem Pflock im Herzen.
Band 4: Immer Ärger mit Vampiren (Tall, Dark & Hungry)
Lebensgefährten: Bastien Argeneau & Terri Simpson
Bastien Argeneau hat nach dem Tod seines Vaters die Familienfirma Argeneau Enterprises übernommen, ist ein unglaublicher Workaholic und für seine schnellen und verlässlichen Problemlösungen bekannt. Als seine zukünftige Schwägerin Kate ihn bittet, ihre Cousine Terri Simpson für die zwei Wochen, die sie vor der Hochzeit zu Besuch ist, im Penthouse zu beherbergen, stimmt dieser natürlich zu. Als dann jedoch sein Cousin Vincent auftaucht und Kate mit Lucern unerwartet zu einer Konferenz muss, da ihr Kollege Chris fast von einer Toilette erschlagen wurde und sie diesen auch noch bei Bastien im Penthouse einquartiert, ist sein Leben plötzlich völlig auf den Kopf gestellt. Vincent fehlt ein Enzym, so dass er nur von Sterblichen trinken und sich nicht von Blutkonserven ernähren kann, was er auch prompt vor Terri tut, indem er Bastiens Haushälterin beißt, die danach panisch ihre Kündigung verlauten lässt und flieht, bevor man ihr Gedächtnis löschen kann, auch trinkt er von Chris, und dann bemerkt Bastien auch noch, dass er Terri weder lesen noch kontrollieren kann, und als dann auch noch Probleme mit den Hochzeitsvorbereitungen hinzukommen (die bestellten Blumen können nicht geliefert werden, der Caterer begeht Selbstmord, und die Papierrosen für die Autos wurden bei der Überschwemmung von Chris’ Bad zerstört), die er für Kate und Lucern während deren Abwesenheit lösen muss, droht er zu verzweifeln. Doch glücklicherweise steht ihm Terri zur Seite, und die beiden kommen sich näher. Jetzt muss er ihr nur noch irgendwie sagen, dass er ein Vampir ist, sie Lebensgefährten sind und er sie wandeln möchte. Doch da hört Terri, deren Ehemann kurz nach deren Hochzeit schwer krank wurde und den sie, wie zuvor ihre Mutter, bis zum Tod gepflegt hatte, ein Gespräch zwischen Lissianna und Kate, welches sie so versteht, dass Bastien schwer krank ist. In Panik, da sie glaubt, nicht die Kraft zu haben, noch einmal jemanden, den sie liebt, auf dem Leidensweg und Sterbebett zu begleiten und zu verlieren, flieht sie sofort nach Hause nach England. Bastien folgt ihr und klärt das Missverständnis auf, doch als Terri erfährt, dass er ein Vampir ist und sie auch einer werden soll, zögert sie, ihren Platz an seiner Seite einzunehmen.
Band 5: Vampire haben’s auch nicht leicht (A Bite To Remember)
Lebensgefährten: Vincent Argeneau & Jackie Morrissey
Vincent Argeneau ist Theatermanager und Schauspieler, und irgendjemand sabotiert ihn. Um dem Ganzen auf den Grund zu gehen, engagiert er auf Empfehlung seines Cousins Bastien die Privatdetektivin Jackie Morrissey und deren Partner Tiny McGraw. Zu Vincents Überraschung sind die beiden Detektive keine Vampire wie er, sondern eingeweihte Menschen, mit denen Bastien schon öfter zusammengearbeitet hat. Schnell merkt Vincent, dass er Jackie weder lesen noch kontrollieren kann, sie ist seine Lebensgefährtin und eingeweiht, da gibt es nur den kleinen Haken, dass sie nach einem schlechten Erlebnis mit einem Vampir in ihrer Jugend allen Vampiren misstraut und nie wieder einem von ihnen nahekommen will. Auf der Suche nach dem Saboteur wird Vincents sterblicher Angestellter und Freund Stephano Notte mit einem Messer in der Brust gefunden, und er wandelt diesen, um sein Leben zu retten, was bedeutet, dass er Jackie nun nicht mehr wandeln kann. Kurz darauf verfolgt Jackie den Saboteur, der sie schwer verletzt. Um zu verhindern, dass dieser Vincent angreift, beißt Jackie den Angreifer und schluckt dabei etwas von dessen Blut. Als sie wieder zu sich kommt, ist sie eine Unsterbliche. Gerade als sie und Vincent sich näherkommen, wird sie vom Saboteur entführt. Dieser entpuppt sich als Lily, eine Mitarbeiterin von Vincent, die Rache an Vincents Vater Victor nehmen will. Victor hatte den Vampir, der sie im Alter von 12 Jahren gewandelt hatte, getötet, da dieser ein Abtrünniger war, der als Pädophiler Kinder wandelte, bis diese ihm zu erwachsen aussahen und er sie tötete. Für sie war er jedoch alles, was sie hatte, und sie litt unter dem Verlust, weshalb sie dafür sorgen will, dass Vincent und damit sein Vater so leiden wie sie. Hierzu will sie Jackie, als Vincents Lebensgefährtin, in der Sonne aufgespießt leiden lassen und danach töten.
Band 6: Ein Vampir für gewisse Stunden (Bite Me If You Can)
Lebensgefährten: Lucian Argeneau & Leigh Gerard
Leigh Gerard, die Eigentümerin eines Restaurants mit Bar, wird von Donny Avries (einem ihrer als vermisst geglaubten Angestellten) und dessen „Meister“ Morgan entführt. Letzterer ist ein abtrünniger Vampir, der viele Sterbliche gewandelt hat, so auch Donny, um so ein Nest zu kreieren und Chaos zu verursachen. Auf dem Weg zu seinem Haus gibt Morgan ihr sein Blut, um sie zu wandeln. Lucian Argeneau ist Vorsitzender des Rats der Vampire und ein Vampirjäger, zusammen mit den beiden Vampirjägern Gerrett Mortimer und DJ Bricker ist er auf der Jagd nach Morgan. Die drei Jäger stürmen das Haus, retten Leigh und vernichten die vielen Vampire im Keller, Morgan und Donny können jedoch entkommen. Leigh befindet sich nun mitten in der Wandlung, und Lucian beschließt, diese zu seiner Schwägerin Marguerite zu bringen, damit diese sich um sie kümmert. Doch als er dort ankommt, springt Marguerite gerade ins Auto und macht sich auf nach Europa, um mit Tiny einem Fall nachzugehen. Nun muss sich Lucian alleine um Leigh kümmern, was ihm erst sehr lästig ist, bis er bemerkt, dass er sie nicht lesen kann. Als die beiden sich nach anfänglichen Schwierigkeiten endlich näherkommen, tauchen plötzlich Morgan und Donny wieder auf und greifen an.
Band 7: Ein Vampir und Gentleman (The Accidental Vampire)
Lebensgefährten : Victor Argeneau und Ellen (Elvi) Black; Dieudonne Jules Benoit und Mabel; Edward Kenric und Dawn; Alessandro Cipriano und Leonora Ricci
Victor Argeneau und DJ Benoit sind Vampirjäger. Ihr neuester Fall, eine Frau namens Elvi, hat in der Zeitung inseriert, um einen Vampirpartner zu finden. Nun sollen die beiden herausfinden, ob diese Elvi tatsächlich eine Unsterbliche wie sie ist und diese dann dem Rat vorführen, da solch eine Anzeige klar gegen das Gesetz der Geheimhaltung der Existenz von Vampiren verstößt. Hierfür hat DJ Benoit in Victors Namen auf die Anzeige geantwortet. Als die beiden dann in dem als Treffpunkt bestimmten Lokal, welches Elvi und ihrer Freundin Mabel gehört, eintreffen, finden sie schnell heraus, dass die Anzeige gar nicht Elvi aufgegeben hat, sondern ihre Freundin Mabel und der Polizeichef Teddy Brunswick. Diese wollen nicht, dass Elvi nach dem Tod ihrer beiden Freunde allein zurückbleibt. Auch stellt sich heraus, dass Elvi nicht nur tatsächlich ein Vampir ist, sondern auch, dass die ganze Stadt darüber Bescheid weiß und sie für diese als eine Art Maskottchen dient. Zudem beißt Elvi Sterbliche, was vom Rat strikt verboten ist. Und dann stellt sich heraus, dass Victor Elvi nicht lesen kann. Muss er am Ende seine Lebensgefährtin dem Rat vorführen, der sie für so viele Verstöße bestimmt hinrichten wird? Da erfährt er, dass Elvi durch einen Unfall zum Vampir wurde, dass sie also niemanden hatte, der ihr die Gesetze des Rates hätte erklären können. Victor hofft, dass dies seine Elvi vielleicht retten kann, und will dem Rat alles vorsichtig darlegen. Doch nach mehreren Mordversuchen an Elvi droht die Situation in dem kleinen Städtchen zu eskalieren, und im ungünstigsten Moment taucht plötzlich Lucian Argeneau, der Vorsitzende des Rates, auf, um den Fortschritt der Ermittlungen zu erfahren.
DJ Benoit kann Elvis Freundin Mabel nicht lesen und wandelt diese, nachdem sie zustimmt, seine Lebensgefährtin zu sein. Harpernus Stoyan, Alessandro Cipriano und Edward Kenric antworten ebenfalls auf Elvis Anzeige und finden in dem kleinen Städtchen Sterbliche, die sie nicht lesen können (Jenny Harper, Leonora Ricci und Dawn).
Spoiler: Jenny ist nicht Harpernus Lebensgefährtin (zeigt sich in Band 15)!
Band 8: Wer will schon einen Vampir? (Vampires Are Forever)
Lebensgefährten: Thomas Argeneau & Inez Urso
Seit Tagen gibt es von Marguerite Argeneau kein Lebenszeichen. Was bei anderen kein Grund zur Sorge wäre, führt beim Rest der Argeneau-Familie zu höchster Unruhe, tut Marguerite doch sonst nichts lieber, als sich ständig in das Leben ihrer Verwandtschaft einzumischen. Thomas, Marguerites Neffe, erklärt sich bereit, nach Europa zu reisen, um seine Tante aufzuspüren. Unterstützt wird er von Inez, die als VP von Argeneau Enterprises eigentlich besseres zu tun hat, hier aber eine Möglichkeit sieht, ihre Karriere voranzubringen. Thomas und Inez verfolgen eine heiße Spur nach Amsterdam und kommen sich dabei näher, denn Thomas kann Inez’ Gedanken nicht lesen, ein untrügliches Zeichen dafür, dass sie seine Lebenspartnerin ist.
Band 9: Vampire sind die beste Medizin (Vampire, Interrupted)
Lebensgefährten: Marguerite Argeneau & Julius Notte
Mit ihren siebenhundert Jahren will die Vampirin Marguerite Argeneau endlich eine eigene Karriere starten und lässt sich zur Privatdetektivin ausbilden. Als sie ihren ersten Auftrag erhält, geht sie mit Feuereifer ans Werk. Sie soll die Mutter eines Unsterblichen aufspüren. Was Marguerite zunächst für einen leichten Job hält, nimmt jedoch schon bald gefährliche Ausmaße an, als ein Unbekannter sie mit einem Schwert bedroht. Doch zum Glück eilt der Vampir Julius Marguerite zur Hilfe. Er ist überzeugt, dass sie seine Seelengefährtin ist, und will sie für sich gewinnen. Allerdings ist es schon fünfhundert Jahre her, seit er das letzte Mal eine Frau umworben hat, und er ist deshalb ein wenig aus der Übung ...
Band 10: Im siebten Himmel mit einem Vampir (The Rogue Hunter)
Lebensgefährten: Garett Mortimer & Sam Willan
Samantha Willan ist Rechtsanwältin und liebt ihren Job über alles. Dennoch ist sie froh, sich im Cottage ihrer Familie einmal eine kleine Auszeit zu gönnen. Nachdem sie gerade erst eine schmerzhafte Trennung hinter sich hat, steht ihr eigentlich nicht der Sinn danach, einen neuen Mann kennenzulernen. Doch als sie die Bekanntschaft ihres gut aussehenden Nachbarn Garrett macht, gerät ihr Entschluss ins Wanken. Was Samantha nicht weiß: Garrett ist ein Vampirjäger. Er sucht nach einem abtrünnigen Vampir, der Menschen angefallen haben soll. Auch Garrett fühlt sich von der hübschen Samantha angezogen. Aber ist er nach achthundert Jahren als Junggeselle bereit für eine ernste Beziehung?
Band 11: Vampire und andere Katastrophen (The Immortal Hunter)
Lebensgefährten: Decker Argeneau Pimms & Danielle McGill
Decker Argeneau Pimms sollte eigentlich seinen zweiwöchigen Urlaub von der Tätigkeit als Vampirjäger genießen, stattdessen musste er seinen Urlaub unterbrechen, um mit Gerrett Mortimer und dessen Partner nach einem abtrünnigen Vampir zu suchen. Als sich dann herausstellt, dass der Abtrünnige gar nicht abtrünnig war und die Jäger die Information erhalten, dass sich der seit 50 Jahren auf der Flucht befindende abtrünnige Nicholas Argeneau in der Nähe aufhält, ist das eindeutig das Ende des Urlaubs, und er macht sich zusammen mit Justin Bricker auf die Suche nach ihm. Als die beiden Nicholas erreichen, eröffnet dieser ihnen, dass dieser eine Gruppe Abtrünniger verfolgt, die zwei junge Frauen entführt haben, und durch die ertönenden Schreie überzeugt, schließen die beiden sich ihm an, um die Frauen zu retten. Bei den Entführungsopfern handelt es sich um Danielle McGill und ihre 15-jährige Schwester Stephanie. Sie wurden vor einem Supermarkt von sechs abtrünnigen Unsterblichen (Leonius und seine fünf Söhne, die auch Leonius heißen) entführt. Diese sechs sind sogenannte no-fanger, also wahnsinnige fangzahnlose Unsterbliche, sie können also nur von Sterblichen trinken, wenn sie diese verletzen, und genießen es, ihre Opfer zu quälen. Während der Rettungsaktion wird Decker angeschossen, Leonius entkommt mit Stephanie, und Nicholas verfolgt diesen. Decker und Bricker bleiben mit Danielle zurück, da ihr Wagen von Leonius gestohlen wurde. Als Decker Danielle kontrollieren will, um diese zu beruhigen, stellt er fest, dass er sie weder lesen noch kontrolliere kann. Also versucht er ihr Vertrauen zu gewinnen und nimmt sie mit, um ihre Schwester zu retten. Doch Leonius entführt Danielle, gibt ihr sein Blut und sperrt sie mit einem netten älteren Ehepaar in einen Keller. Er sagt ihr, dass sie sich nun auch in eine no-fanger verwandle und dass er ihr das Ehepaar als Nahrungsquelle hinterlassen hat. Danielle gelingt es, mit dem Ehepaar aus dem Keller zu fliehen, aber das Blut der Kopfwunde des Mannes wird immer unwiderstehlicher. Wird sie das Ehepaar verletzen? Wird sie wirklich zu einem verrückten no-fanger? Wird Decker sie dann hassen und töten, wie Leonius es ihr vorausgesagt hat? Und was wird aus Stephanie?
Band 12: Vampire küsst man nicht (The Renegade Hunter)
Lebensgefährten: Nicholas Argeneau & Josephine Willan
Nicholas Argeneau war einst ein erfolgreicher Jäger, der Vampire zur Strecke brachte, die gegen die Gesetze der Unsterblichen verstoßen haben. Doch dann wurde er selbst zum Gesetzlosen. Seit fünfzig Jahren lebt er im Verborgenen, um einer möglichen Strafe zu entgehen. Bis er der attraktiven Josephine Willan das Leben rettet, die von einem Vampir angegriffen wurde. Doch kurz darauf ist Jos Leben erneut in Gefahr. Kann Nicholas sie beschützen und gleichzeitig selbst der Verfolgung durch die Vampirjäger entgehen?
Band 13: Vampir zu verschenken (Born To Bite)
Lebensgefährten: Armand Argeneau & Eshe d’Aureus
Der attraktive Vampir Armand Argeneau ist ein wahrer Charmeur. Doch dass seine letzten drei Ehefrauen alle unter mysteriösen Umständen starben, macht ihn verdächtig. Eshe d'Aureus soll in Erfahrung bringen, ob er etwas mit dem Tod der Frauen zu tun hatte. Dabei verfällt sie schon bald selbst Armands Reizen. Doch dann kommt es zu einer Reihe rätselhafter Unfälle, die Eshes Leben in Gefahr bringen.
Band 13.5: Ein Vampir zum Valentinstag (Eine der Geschichten in Ein Vampir für jede Jahreszeit) („Vampire Valentine“ – Bitten By Cupid)
Lebensgefährten: Tiny McGraw & Mirabeau LaRouche
Mirabeau LaRouche hat am Valentinstag einen dringenden Auftrag zu erledigen – im tiefsten und schmutzigsten Untergrund New Yorks, noch dazu in ihrem Brautjungfernkleid. Darauf war sie gewiss nicht vorbereitet – und erst recht nicht auf ihren Partner, den sterblichen Privatdetektiv Tiny McGraw, der Mirabeaus Herz gewaltig höher schlagen lässt…
Band 14: Vampir à la carte (Hungry For You)
Lebensgefährten: Cale Valens & Alex Willan
Als Marguerite Cale Valens vorschlägt, sich mit Alex Willan zu treffen, da sie vermutet, dass diese vielleicht seine Lebensgefährtin sein könnte, ist dieser zunächst skeptisch und unsicher, ob er nach so langen Jahren überhaupt hoffen darf. Alex’ Schwester Sam, die noch sterblich ist, wittert sofort ihre große Chance, auch die letzte ihrer Schwestern mit in die Welt der Unsterblichen zu nehmen und nicht aufgeben zu müssen. Da Alex sehr beschäftigt ist mit ihren zwei Restaurants, ihr Chefkoch gerade gekündigt hat und sie nicht weiß, wie sie alles meistern soll, und so überhaupt keine Zeit hat, Cale zu treffen, erzählt ihr Sam kurzerhand, dass er ein Koch aus Europa sei und ihr aushelfen werde. Dabei bedenkt Sam leider nicht, dass Cale seit Jahrhunderten nichts mehr gegessen hat und sich ihm allein bei dem Anblick von Essen der Magen umdreht und er so natürlich nicht kochen kann. Doch als er Alex nicht lesen kann, versucht er sich als Koch. Sein erster Abend als Chefkoch wird nur von Justin Bricker und etwas Gedankenkontrolle der sterblichen Gäste vor einer Katastrophe bewahrt. Cale erfährt bald, dass Alex viele Probleme mit der Eröffnung ihres zweiten Restaurants hat und bietet ihr an, die organisatorischen Dinge zu regeln, während sie wieder selbst kocht, was das Problem löst, und die beiden kommen sich näher. Doch dann wird Alex angegriffen und wird nur durch das zufällige Auftauchen einer Angestellten gerettet. Als Cale Alex’ Wagen fährt und sie ihm in seinem Wagen folgt, wird er plötzlich von einem anderen Auto von der Straße abgedrängt und verunglückt. Hierbei wird er schwer verletzt, und Alex erfährt nun, dass er ein Vampir ist, da er Blut zu sich nehmen muss, um sich heilen zu können. Cale hat keine Möglichkeit, Alex alles zu erklären, und diese flieht in Panik und lässt ihn am Unfallort zurück. Hiernach fährt sie zu Sam, da sie Angst hat, dass diese bei Vampiren ist und in Gefahr. Als sie beim Haus eintrifft, wird sie eingelassen, und Sam ist gerade mitten in der Wandlung. Hier erfährt sie nun die Wahrheit über die atlantischen Unsterblichen und bereut sofort, Cale verletzt zurückgelassen zu haben. Als dieser wieder auf den Beinen ist, erschließt sich Cale, dass die Probleme, die Alex mit dem Restaurant hatte (Kabelbrand, falsch gelieferte Artikel usw.), wohl Sabotageversuche an Alex’ Restaurant waren, und vermutet, dass der Saboteur, nachdem diese gescheitert waren, nun zu härteren Mitteln gegriffen hatte. Als Verdächtiger kommt nur Alex’ ärgster Konkurrent und Ex Jaques Tournier in Frage. Als dieser nach dem Unfall plötzlich spurlos verschwunden ist, scheint sich der Verdacht zu erhärten. Endlich kann Alex ihr zweites Restaurant eröffnen. Doch als sie kurz zur Toilette geht, wartet dort Jaques mit einer Pistole auf sie.
Band 15: Rendezvous mit einem Vampir (The Reluctant Vampire)
Lebensgefährten: Harpernus Stoyan & Alexandrina Argenis
Für einen Job muss die Unsterbliche Alexandrina Argenis ins kalte Kanada reisen. Aber inmitten ihres Auftrags trifft sie auf Harpernus Stoyan – und erkennt sofort ihren Seelenpartner in ihm. Doch eine Gefährtin ist leider das Letzte, wonach der gutaussehende Vampir sucht, denn er leidet noch unter dem Verlust seiner verstorbenen Frau. Drina muss ihr ganzes spanisches Temperament aufbieten, um Harpers Herz doch noch zu gewinnen.
Band 15.5: Ein Vampir unterm Weihnachtsbaum (Eine der Geschichten in Ein Vampir für jede Jahreszeit) („The Gift“ – The Bite Before Christmas)
Lebensgefährten: Katricia Argeneau & Teddy Brunswick
Für die Weihnachtsfeiertage sieht es düster aus, als der Polizeichef von Port Henry, Teddy Brunswick, in seiner Blockhütte eingeschneit wird … bis er auf seine hübsche Nachbarin Katricia Argeneau trifft. Teddy findet sofort Gefallen an ihr, doch sie scheint viel zu jung für ihn. Katricia wiederum ist entzückt, endlich ihren Lebensgefährten gefunden zu haben – immerhin sucht sie diesen schon seit mehreren Jahrhunderten. Jetzt ist es an ihr, den unbeholfenen Teddy von der besonderen Beziehung zu überzeugen…
Band 16: Der Vampir in meinem Bett (Under A Vampire Moon)
Lebensgefährten: Christian Notte & Carolyn Connor
Gerade erst aus einer gescheiterten Ehe entkommen hat Carolyn Connor alles andere im Sinn, als mit einem neuen Mann anzubandeln. Doch dann begegnet sie dem attraktiven Christian Notte – ohne zu ahnen, dass dieser ein Vampir ist. Sein Anblick lässt Carolyns Herz schneller schlagen, aber kann sie jemals wieder einem Mann vertrauen?
Band 17: Ein Vampir für alle Sinne (Lady Is A Vamp)
Lebensgefährten: Jeanne Louise Argeneau & Paul Jones
Als die Vampirin Jeanne Louise Argeneau von der Arbeit nach Hause fahren will, wird sie von einem attraktiven Sterblichen entführt. Paul Jones bittet sie, seine Tochter zu retten, die an einem Hirntumor erkrankt ist. Jeanne fühlt sich augenblicklich zu Paul hingezogen. Doch die anderen Vampire haben von der Entführung erfahren und sind Paul auf den Fersen.
Band 18: Vampir verzweifelt gesucht (Immortal Ever After)
Lebensgefährten: Anders & Valerie Moyer
Das Rettungsteam der Argeneaus befreit die junge Valerie, die von einem wahnsinnigen Unsterblichen entführt wurde. Als der Vampir Anders Valerie begegnet, fühlt er sich zu der eigensinnigen, attraktiven Frau sofort hingezogen. Er verspricht, Valerie um jeden Preis zu beschützen, denn ihr Entführer ist immer noch auf freiem Fuß und trachtet ihr nach dem Leben.
Band 19: Ein Vampir für alle Lebenslagen (One Lucky Vampire)
Lebensgefährten: Stephano Notte (Stephano Jacob Colson-Notte) und Nicole Phillips
Nicole Phillips könnte nicht überraschter sein, als die Haushälterin, die sie einstellen wollte, sich als äußerst attraktiver Mann erweist. Jake Colson kann jedoch nicht nur sündhaft gut kochen, er ist außerdem ein Vampir. In Wahrheit wurde er nämlich von Marguerite Argeneau damit beauftragt, Nicole als Bodyguard zu beschützen. Denn irgendjemand scheint es auf das Leben der jungen Frau abgesehen zu haben.
Band 20: Ein Vampir zur rechten Zeit (Vampire Most Wanted)
Lebensgefährten: Marcus Notte und Basha Argeneau
Die Vampirin Basha Argeneau will mit ihrer Familie nichts mehr zu tun haben und versteckt sich deshalb im heißen Südkalifornien. Doch dann taucht der attraktive Marcus Notte bei ihr auf, um sie zu ihrem Clan zurückzubringen. Basha hat allerdings nicht vor, sich ihm einfach so zu ergeben, auch wenn er noch so gut aussehend ist und ihr Herz höher schlagen lässt.
Band 21: Ohne Vampir nichts los  (The Immortal Who Loved Me)
Lebensgefährten: Basileios Argeneau und Sherry Carne
Als Unsterbliche Sherry Carnes Laden verwüsten, kommt ihr der Vampir Basileios Argeneau zu Hilfe. Basil erkennt in Sherry sofort seine Seelengefährtin, auch wenn er nicht weiß, was er von ihrer scharfzüngigen und offenherzigen Art zu halten hat. Doch der Überfall auf Sherrys Laden macht ihm eines deutlich: Sherry schwebt in großer Gefahr, und Basil ist der Einzige, der sie retten kann.
Band 22: Tatsächlich Vampir (About a Vampire)
Lebensgefährten: Justin Bricker und Holly Bosley
Dem Unsterblichen Justin Bricker liegt die Damenwelt zu Füßen. Keine Frau hat es bisher geschafft, sich seinem Charisma zu entziehen, doch als er auf Holly Bosley trifft, ist alles anders: Denn anstatt sich ihm an den Hals zu werfen, rennt diese erst einmal davon, stürzt und wird lebensgefährlich verletzt. Um sie zu retten, muss er sie wandeln, nur um dann zu erfahren, dass sie bereits verheiratet ist. Doch Justin ist entschlossen, für seine Gefährtin zu kämpfen, auch wenn es bedeutet, alle Regeln zu brechen …
Band 23: Ein Vampir im Handgepäck ( Runaway Vampire )
Lebensgefährten: Dante Notte und Mary Winslow
Der Vampir Dante Notte hatte bereits davon gehört, dass Liebe wehtun kann – er hat jedoch nicht damit gerechnet, dass sie ihn frontal mit einem Wohnmobil trifft! Doch was sind schon gebrochene Rippen und eine verletzte Lunge verglichen mit der Erkenntnis, dass Mary Winslow, die Fahrerin, seine Seelengefährtin ist. Doch die Männer, die Dantes Zwillingsbruder gefangen nahmen, sind nun auch hinter Mary her. Dante muss jetzt alles dafür tun, sie vor den Verfolgern zu schützen – und Mary davon zu überzeugen, dass er die beste Wahl ist.
Band 24: Frühstück mit Vampir ( Immortal Nights )
Lebensgefährten: Tomasso Notte und Abigail Forsythes
Abigail Forsythes Leben war in letzter Zeit nicht gerade ein Zuckerschlecken. Doch wenn es etwas gibt, das sie verlorenen Träumen und leeren Bankkonten vablenkt, dann ist das ein nackter Mann. Ein großer und verdammt attraktiver Mann, der noch dazu im Frachtraum eines Flugzeugs gefangen ist. Abigail folgt ihrem Instinkt und befreit ihn … doch ab da schwebt sie in Gefahr. Denn die Kidnapper, die Tomasso Notte festgesetzt haben, sind nun auch hinter ihr her. Eine wilde Jagd durch unwirtliche Gegenden beginnt, und Abigail muss sich Tomasso völlig ausliefern, um zu überleben. Und jede Minute, die die beiden länger zusammen verbringen, desto heftiger wird das Prickeln zwischen ihnen ...
Band 25: Ran an den Vampir ( Immortal Unchained )
Lebensgefährten: Domitian Argenis und Sarita
Seit Domitian Argenis die Polizistin Sarita als seine Seelengefährtin erkannt hat, malt er sich den Moment, in dem er sie gänzlich zu der Seinen machen will, in den schillerndsten Farben aus – nicht Teil seiner Fantasie war allerdings, sich gefesselt auf dem Tisch eines geheimen Labors wiederzufinden. Oder dass er und Sarita die Geiseln eines verrückten Wissenschaftlers sind. Die beiden müssen nun ihr Leben aufs Spiel setzen, die Ewigkeit gemeinsam auf Wolke 7 zu verbringen zu können!